# Jeffrey Schnapp
Jeffrey Schnapp (New York, 22 settembre 1954) è un designer, storico e italianista statunitense.

## Biografia

### Ricerca
Prima di lasciare Stanford University per Harvard University nel 2009, fu direttore-fondatore dello Stanford Humanities Lab, e occupò la Pierotti Chair in Italian Literature in quanto professore ordinario di francesistica, italianistica, letterature comparate e germanistica. Celebre come storico sia del medioevo che del Novecento italiano, è stato un pioniere in vari campi di ricerca transdisciplinare, tra cui il campo emergente della cosiddetta umanistica digitale. Le sue ricerche ricoprono un terreno ampio, dall'antichità classica fino alla contemporaneità, e comprendono la storia materiale della letteratura, l'architettura, il design e la storia della scienza e della tecnica (sempre con particolare enfasi sul contesto italiano). A Harvard fonda nel 2011 il celebre metaLAB (at) Harvard Archiviato il 6 febbraio 2016 in Internet Archive., parte integrante del Berkman Center for Internet and Society (di cui Schnapp è co-direttore). A Harvard svolge la sua attività didattica nel seno dei dipartimenti di studi romanzi e di letteratura comparata, ma insegna anche nel dipartimento di architettura della Graduate School of Design.

### Saggistica
Filologo romanzo di formazione, Schnapp è autore di venticinque libri e più di duecento saggi su autori quali Virgilio, Albertino Mussato, Dante Alighieri, Hildegard von Bingen, Francesco Petrarca e Niccolò Machiavelli, nonché di studi sui centones antichi, la poesia sperimentale delle prime avanguardie, la storia del consumo del caffè, i nuovi materiali dell'architettura novecentesca (acciaio, vetro temperato, alluminio ecc.) e l'iconografia della pipa nell'arte moderna. Fu redattore della rivista Modernism/modernity pubblicata dalla Johns Hopkins University Press, la rivista ufficiale della Modernist Studies Association, l'organizzazione internazionale che raggruppa gli studiosi della cultura del '900, dal 2002 al 2013. È anche noto come curatore, collaborando con diversi musei importanti tra cui la Cantor Arts Center, Wolfsonian-FIU, SFMOMA, la Triennale di Milano, il Centro Internazionale di Studi di Architettura Andrea Palladio, e il Canadian Centre for Architecture. Tra le sue importanti attività e collaborazioni curatoriali in Italia si contano Le Gallerie (di Piedicastello) a Trento e l'istituzione di un percorso espositivo permanente, elaborato assieme ad Ugo Soragni, Hannes Obermair, Andrea di Michele, Christine Roilo e Silvia Spada, presso il Monumento alla Vittoria di Bolzano.

### Fondazioni
Schnapp è stato borsista (senior research fellow) ad alcuni dei centri di ricerca più prestigiosi del mondo, tra cui la National Gallery of Art a Washington (1996), il Getty Research Institute (2005) e il Canadian Centre for Architecture (2007). Tra le fondazioni che hanno contribuito alle sue ricerche si contano la Andrew Mellon Foundation (1992), la National Humanities Center (1991), la Simon Guggenheim Foundation (1991), la National Endowment for the Humanities (1986-1988, 2006), Getty (2005, 2014-2015) e Graham Foundation (2014-2016).

## Principali pubblicazioni
- The Transfiguration of History at the Center of Dante's Paradise. Princeton e Guildford: Princeton, 1986.
- L'Espositione di Bernardino Daniello da Lucca sopra la Commedia di Dante. A cura di, con Robert Hollander. Hanover & London: Univ. Press of New England, 1989.
- The Poetry of Allusion: Virgil and Ovid in Dante's Commedia. Con Rachel Jacoff. Stanford: Stanford Univ. Press, 1991.
- Staging Fascism: 18 BL and The Theater of Masses for Masses. Stanford: Stanford Univ. Press, 1996. Edizione italiana: 18 BL. Mussolini e l'opera d'arte di massa. Milano: Garzanti, 1996.
- A Primer of Italian Fascism. Edizione con commento e introduzione. Collana European Horizons. Lincoln: University of Nebraska Press, 2000.
- Gaetano Ciocca. Costruttore, inventore, agricoltore, scrittore. Introduzione di Giorgio Ciucci, con contributi anche da Massimo Martignoni e Paola Pettenella. Quaderni di Architettura 3. Museo di Arte Moderna, Trento-Rovereto. Milano: Skira, 2000.
- Vedette fiumane. L'occupazione vista e vissuta da Madeleine Witherspoon Dent Gori-Montanelli, crocerossina americana, e da Francesco Gori-Montanelli, Capo del Genio e del reparto fotografico. Edizione con introduzione, note, e apparato iconografico. Venezia: Marsilio Editore, 2000.
- Hugo Ball/Jonathan Hammer, Ball and Hammer (Tenderenda the Fantast). Edited and introduced by Jeffrey T. Schnapp. New Haven: Yale Univ. Press, 2002.
- Anno X. La Mostra della Rivoluzione fascista del 1932: genesi - sviluppo - contesto culturale-storico - ricezione. With an afterword by Claudio Fogu. Piste - Piccola biblioteca di storia 4. Rome-Pisa: Istituti Editoriali e Poligrafici Internazionali, 2003.
- Building Fascism, Communism, Democracy: Gaetano Ciocca—Builder, Inventor, Farmer, Writer, Engineer. Stanford: Stanford Univ. Press, 2003.
- In cima - Giuseppe Terragni per Margherita Sarfatti (Nuove architetture della memoria), a cura di Jeffrey T. Schnapp, Centro Internazionale Andrea Palladio, Vicenza, giugno 2004-gennaio 2005. Venezia: Marsilio Editore, 2004.
- Filippo Tommaso Marinetti, Teatro, a cura di, 2 volumi, Oscar Mondadori, Milano: Mondadori 2004.
- Revolutionary Tides, Cantor Arts Center / The Wolfsonian-FIU, Hoover Institution, Milano: Skira e Cantor Arts Center, 2005. Edizioni inglese, italiana e francese.[3]
- Crowds, a cura di, con Matthew Tiews, Stanford: Stanford University Press, 2006.[4] Traduzione in koreano uscita nel 2015.
- Neoantiqua - Nove ensaios sobre literatura, linguagem e pensamento na Idade Média e no Renascimiento. Introduzione di Luiz Costa-Lima. Rio de Janeiro: Eduerj (Editora da Universidade do Estado de Rio de Janeiro), 2008.
- Italiamerica, a cura di, con Emanuela Scarpellini, vol. 1. Milano: Il Saggiatore, 2008.
- SPEED limits, a cura di, Milano: Skira, 2009.
- tunnel RE vision, Studio Terragni Architetti / Jeffrey T. Schnapp / FilmWork / Gruppe Gut, con saggi di Giuseppe Ferrandi, Kurt Forster, Jeffrey Schnapp e Stanislaus van Moos, Milano, 2010 (XII Biennale di Architettura di Venezia).
- The Electric Information Age Book (McLuhan/Agel/Fiore and the Experimental Paperback), con Adam Michaels, Inventories series, Princeton: Princeton Architectural Press, 2012.
- Italiamerica 2, a cura di Emanuela Scarpellini e Jeffrey T. Schnapp, Fondazione Arnoldo e Alberto Mondadori, Milano, Il Saggiatore, 2012.
- Digital_Humanities, con Anne Burdick, Johanna Drucker, Peter Lunenfeld e Todd Presner, Cambridge: MIT Press, 2012. Pubblicato in traduzione italiana di Matteo Bittanti come "Umanistica_digitale", Saggi Oscar Mondadori 932, Milano: Mondadori, 2014. Nel 2017 esce una edizione in cinese.
- Modernitalia (Saggi transversali sul '900 Italiano), a cura di Francesca Santovetti, Italian Modernities Series, New York: Peter Lang, 2012.
- The Library Beyond the Book, con Matthew Battles, metaLABprojects series, Cambridge, MA: Harvard University Press, 2014.
- Knowledge Design, Herrenhausen Lectures pamphlet series, Volkswagen Foundation, Hannover, Germany, 2014.